# Гин (графство)
Графство Гин (фр. Guînes) — небольшое графство на северо-востоке Франции, на побережье Па-де-Кале в Средние века. Графство возникло в X веке в результате распада Фландрии на более мелкие феодальные владения. Административным центром являлся город Гин. Первоначально графы де Гин считались вассалами графов Фландрии, но с 1212 года стали вассалами графов Артуа и королей Франции.
Ранняя история графства относительно хорошо известна благодаря сохранившейся «Истории графов де Гин и сеньоров д’Ардр», уникальной хронике начала XIII века, составленной местным летописцем Ламбертом Ардрским. Выгодное стратегическое положение графства — между Кале и Булонью, важнейшими центрами коммуникации с Англией, — определил особую роль Гина в англо-французских отношениях. Во время Столетней войны графство попало под власть Англии и вернулось в состав Франции лишь в 1558 году.

## География
Графство Гин располагалось на побережье Па-де-Кале между Кале на севере и Булонским графством на юге. На востоке графство Гин граничило с владениями аббата и коммуны Сент-Омер. Административным центром являлся замок и город Гин, находящийся в 10 км к югу от Кале. Из прочих населённых пунктов графства выделялись Ардр, центр владений сеньоров д’Ардр — крупнейших вассалов графов де Гин, Ордруик, Турнехем и небольшой морской порт Виссан. В настоящее время территория бывшего графства относится к департаменту Па-де-Кале.

## История

Графство Гин в середине XII века
Территория графства Гин
Прочие территории Фландрского графства
Англо-Нормандская монархия
Владения графов Вермандуа
Церковные земли

Графство Гин было одним из первых франкских графств, которые приобрели наследственный характер ещё в период правления Каролингов. Вероятно, с VII века эта территория принадлежала графам Фландрии, которые в то время контролировали земли между Соммой и Шельдой. Около 663 года Вальберт, граф д’Арк, даровал Гин и прилегающие земли Бертену Святому, основателю аббатства Сент-Омер.
Первое упоминание Гина в источниках относится к 807 году, когда некая Лебтруда передала монахам Сент-Омера свои владения в Гиснервлете, на реке Гин.
В 965 году Булонь, Гин и Сен-Поль были захвачены графом де Понтье. С целью отвоевания этих земель граф Фландрии Арнульф II обратился за помощью к датским викингам. По легенде, во главе датских наёмников стояли Кнут Гормссон, брат короля Харальда I, и его двоюродный брат Зигфрид Датчанин. Военная кампания увенчалась успехом, а в качестве благодарности Арнульф II отдал в жёны Зигфриду Датчанину свою сестру Эльструду Гентскую и пожаловал ему в наследственное владение графство Гин в качестве лена Фландрии.
Прямые потомки Зигфрида Датчанина правили графством Гин до середины XII века. В отличие от других небольших французских графств раннего Средневековья, история Гина относительно хорошо известна благодаря дошедшей до наших дней семейной хронике графов де Гин, написанной в начале XIII века Ламбертом Ардрским, священником из Ардра, находившимся в родстве с правящим домом де Гин.
Во второй половине XI века графы де Гин активно участвовали в борьбе за фландрский престол, поддерживая Роберта Фриза против Арнульфа д’Эно.
После пресечения линии Зигфрида в 1140 году Гин в течение нескольких лет оспаривался представителями родов де Бурбур и де Гент. Хотя первых поддерживали король Англии и граф Фландрии, победа в конце концов досталась Гентскому дому.
Во второй половине XII века в регионе возросло влияние короля Франции. Графство Гин серьёзно пострадало от военных походов Филиппа II Августа и Рено де Даммартена. В 1212 году Гин вместе с Артуа перешёл под сюзеренитет короля Франции, а уже в 1214 году граф Арнольд II на стороне короля участвовал в сражении при Бувине против англо-фландро-германской коалиции.
В 1283 году граф Арнуль III, который испытывал острую потребность в денежных средствах для своего выкупа из плена, продал Гин французскому королю за 3000 парижских ливров и пожизненную ренту в 1000 турских ливров. В 1295 году Парижский парламент вернул графство Жану III де Бриенну, женатому на Жанне де Гин, внучке Арнуля III.
Внук Жана де Бриенна Рауль II, граф д’Э и де Гин, был коннетаблем Франции в начале Столетней войны. В 1346 году при взятии Кана Рауль де Бриенн попал в плен к англичанам. Вероятно ради своего освобождения Рауль пошёл на некое соглашение с Эдуардом III. Когда в 1350 году коннетабль вернулся во Францию, он был схвачен по приказу короля Иоанна II по обвинению в намерении передать Гин англичанам, и немедленно казнён. Графство Гин было конфисковано и вошло в состав французского королевского домена. Однако стратегически выгодное положение графства на пути из Кале, захваченного англичанами в 1347 году, в центральные регионы Франции сделало Гин ближайшей целью английской экспансии. В 1351 году в результате измены замок Гин перешёл под контроль Англии. Это было зафиксировано мирным договором в Бретиньи 1360 года, признавшим графство и город Гин владением короля Англии.
На протяжении следующих веков графство Гин служило в качестве оборонительного рубежа для защиты Кале — важнейшего центра английской власти на континенте и главной базы экспорта английской шерсти. Хорошо укреплённая крепость Гин выдержала несколько осад французскими войсками. Контроль Англии над Гином сохранился и после завершения Столетней войны. Территория графства периодически использовалась для проведения дипломатических переговоров между Англией и Францией, в частности между Гином и Ардром в 1520 году состоялась знаменитая встреча Генриха VIII и Франциска I на «Поле золотой парчи».
Лишь 20 января 1558 года, уже после падения Кале, Гин был захвачен французами, став таким образом последней территорией англичан на французской земле. Графство Гин вместе с Кале образовали так называемые «отвоёванные территории» Франции (фр. pays reconquis) и вошли в состав генералитета Амьен и провинции Пикардия.
После ликвидации провинциального административного деления в период Великой французской революции Гин с округой стали частью департамента Па-де-Кале.